# Serguei Gritsevets
Serguei Gritsevets (belarús: Сяргей Іванавіч Грыцавец)  (Baraŭcy, 6 de juliol de 1909 (Julià) - Balbasava, 16 de setembre de 1939), nom complet amb patronímic Serguei Ivànovitx Gritsevets, fou un major de la força aèria soviètica, pilot i dues vegades receptor del títol d'Heroi de la Unió Soviètica.
El 1931 s'allistà a l'Exèrcit Roig, on completà l'entrenament de pilot a l'escola militar d'Orenburg el 1932 i l'entrenament de combat aeri el 1936 a l'escola de pilots d'Odessa. A la primavera de 1938 Gritsevets es presentà voluntari per anar a la Xina, on va participar en combats contra tropes japoneses atacant Wuhan, aconseguint dues o tres victòries en un combat aeri de 30 minuts, en el que 21 avions japonesos van ser abatuts. Gritsevets volà amb un Polikarpov I-15 biplà o amb un I-16 monoplà.
Aquell mateix any, Gritsevets es presentà també voluntari per servir a la Guerra Civil espanyola, on va estar fins a finals de 1938, quan tots els pilots soviètics van haver de tornar. Volant amb un I-16, aconseguí 30 victòries aèries a Espanya, rebent el seu primer títol d'Heroi de la Unió Soviètica, juntament amb l'Estrella d'Or el 22 de febrer de 1939.
El 29 de maig de 1939, un grup de 48 pilots experimentats, incloent a Gritsevets, van ser enviats a Mongòlia per servir com a espina dorsal de la nova força aèria que havia estat desfeta a mans dels japonesos i delmada pels arrests de l'NKVD. Allà, Gritsevets participà en moltes accions contra els avions japonesos. El 26 de juny, durant la batalla de Khalkhin Gol, Gritsevets aterrà el seu I-16 al costat del seu comandant, major V. Zabaluiev, el qual tenia el motor espatllat i havia hagut d'aterrar en territori hostil, 60 kilòmetres dins les línies japoneses. Zabaluiev pujà a l'avió de Gritsevets i junts van escapar. Per això, juntament amb una altra acció heroica durant el conflicte, va rebre un segon títol d'Heroi de la Unió Soviètica el 29 d'agost de 1939. En total, durant tot aquell temps Gritsevets va abatre 11 avions japonesos.
El 12 de setembre de 1939, Gritsevets i 20 pilots més van ser enviats a Ucraïna en preparació a la invasió de Polònia del 17 de setembre de 1939. Gritsevets va morir el 16 de setembre de 1939 en un accident a Bolbasovo, prop de Vítsiebsk, quan un avió va impactar amb el seu quan es preparava per enlairar-se.
Gritsevets va abatre 42 avions enemics, dos dels quals volant amb biplans.

## Condecoracions
Heroi de la Unió Soviètica (2)
 Orde de Lenin (2)
 Orde de la Bandera Roja (2)